# پوکروفکا (شهرستان اوفیمسکی، باشقیرستان)
پوکروفکا (انگلیسی: Pokrovka, Ufimsky District, Republic of Bashkortostan) یک شهرک در شهرستان اوفیمسکی استان باشقیرستان کشور روسیه است.